# Даллас: Война Юингов
«Даллас: Война Юингов» (англ. Dallas: War of the Ewings) — американский телефильм и один из двух фильмов-продолжений телесериала «Даллас». Премьера фильма в эфире CBS состоялась 24 апреля 1998 года, спустя полтора года после выхода предыдущего фильма — «Даллас: Джей Ар возвращается».

## Сюжет
Спустя два года после того как Бобби Сью Эллен Юинг захватили власть над контрольным пакетом акций «Юинг Ойл». Хотя Джей Ар теперь управляет другой нефтяной компанией, он хочет вернуть себе принадлежавший его отцу «Юинг Ойл». Когда он узнает, что земля, принадлежащая Рэю Креббсу, заложена в банке и имеет под собой неограниченные залежи нефти, он решает обмануть его и отнять землю, а на прибыль от нефти выкупить контрольный пакет акций «Юинг Ойл». Однако, узнав о намерениях Джей Ара, его враг, Картер Маккей, решает объединиться со Сью Эллен и Бобби, чтобы сохранить контрольный пакет акций.

## В ролях
- Патрик Даффи — Бобби Юинг
- Линда Грей — Сью Эллен Юинг
- Ларри Хэгмэн — Джей Ар Юинг
- Мишель Джонсон — Дженнифер Джанзен
- Стив Кэнэли — Рэй Креббс
- Джордж Кеннеди — Картер Маккей
- Трейси Скоггинс — Анита Смитфилд